# Ольшанка (Аркадакский район)
Ольша́нка — село в Аркадакском районе Саратовской области России.
Село входит в состав Малиновского сельского поселения.
Близлежащие населённые пункты: деревня Ильмень и город Аркадак.
Через деревню протекает одноимённая река.

## Население
| 2002 | 2010 |
| ---- | ---- |
| 901  | ↘855 |

## Уличная сеть
В селе четыре улицы: ул. Заречная, ул. Зелёная, ул. Молодёжная, ул. Центральная.

## История
На 1911 год село входит в Балашовский уезд, Завьяловская волость. Согласно «Списку населенных мест Саратовской губернии по сведениям на 1911 год», село Ольшанка бывшая владельческая г. Шуваловой; число дворов — 340, жителей мужского пола — 1034, женского пола — 1102, всего — 2136. В селе было две церковных и три земских школ.
В селе был Храм в честь Казанской иконы Божией Матери.
Престол: В честь Казанской иконы Божией Матери.
Построен: В 1783 году.
Из истории: Церковь деревянная, с деревянной же колокольней, была построена в селе Ольшанка Балашовского уезда Саратовской губернии в 1783 году тщанием прихожан. В штате причта состояли священник и псаломщик, проживавшие в общественных домах. В селе была земская школа.
В годы Советской власти: 8 марта 1930 года Президиум Нижне-Волжского Краевого Исполкома Советов РКиК депутатов постановил «церковь ликвидировать, приспособив здание под культурно-просветительные нужды».
В 1930 году был организован колхоз им. Чкалова. 10 февраля 1951 года все колхозы Ольшанского сельсовета объединились: колхоз имени Чкалова, «12 год Октября», «14 год РККА» стали единым хозяйством, колхозом имени Чкалова. В 1962 году к колхозу им. Чкалова присоединился колхоз «Завет Ильича». К колхозу им. Чкалова относились следующие населенные пункты: посёлок Завьяловский, деревня Ильмень, село Ольшанка, посёлок Ольшанский, посёлок Шаталинский, посёлок Садовый.
27 сентября 1974 года было принято решение об исключении поселка Шаталинского и поселка Садовый, как прекративших своё существование в связи с переселением жителей в село Ольшанка..

## Известные уроженцы
- Кочетков, Николай Георгиевич — Герой Социалистического Труда.
- Кучеров, Степан Григорьевич — советский военно-морской деятель, адмирал.
- Шишканов, Пётр Фёдорович — Герой Социалистического Труда.

## Примечание
- Справочная книга Саратовской епархии. — Саратов, 1912. — С. 124.
- Материалы из личного архива А. Сдобникова.
- Документы из архива Екатерининского райисполкома.